# Ognorhynchus icterotis
El loro orejiamarillo, aratinga orejigualda o periquito orejiamarillo (Ognorhynchus icterotis) es una especie de ave psitaciforme de la familia de los loros (Psittacidae). Es endémica de los Andes de Colombia, entre los 1.200 y 3500 m de altitud. Está en peligro de extinción. Se encuentra en los bosques andinos húmedos de Colombia, principalmente en los sitios donde crece la palma de cera, que le brinda refugio, nidos y frutos para alimentarse.

## Descripción
Mide en promedio 42 cm de longitud. Frente, oídos, zona alrededor de los ojos, color amarillo intenso. Corona, nuca, dorso y cara superior de las alas y cola, color verde. El pecho y el vientre color amarillo.

## Hábitat
Esta es un ave típica del bosque nuboso, y casi siempre se encuentra asociada con palmas de cera (Ceroxylon quindiuense) en los pisos térmicos templado y frío, entre los 1200 y 3400 m de altitud, siendo más frecuente entre los 2000 y 3000 m. 
Es una especie que habita las selvas nubladas, subandinas y andinas de Colombia; su distribución original comprendía áreas localizadas y dispersas en las tres cordilleras de los Andes colombianos, principalmente en la Cordillera Central.

## Conservación
Está amenazada de extinción debido principalmente a la pérdida y fragmentación de su hábitat, causada sobre todo por la sustitución de los bosques autóctonos por formaciones vegetales de especies alóctonas. También influye la sobreexplotación de la palma de cera del Quindio (Ceroxylon quindiuense) de la que este loro se alimenta y usa para anidar.
Su situación ha ido mejorando en los últimos años, gracias a los programas de recuperación. Su categoría en la lista roja de la UICN pasó de "En peligro crítico" a "En Peligro". La población actual se estima en 1103 individuos maduros, aunque los individuos reproductores son muchos menos: 212. La población total estaría en torno a 2600 ejemplares aproximadamente.
La Universidad Distrital Francisco José de Caldas ha adelantado un proceso de nidos artificiales en los últimos cinco años que ha resultado de gran satisfacción para la preservación de esta especie.